# Copa Libertadores da América de 2021
A Copa Libertadores da América de 2021, oficialmente CONMEBOL Libertadores 2021, foi a 62.ª edição da competição de futebol realizada anualmente pela Confederação Sul-Americana de Futebol (CONMEBOL). Participam clubes das dez associações sul-americanas.
Em 13 de maio de 2021, o conselho da CONMEBOL de maneira virtual definiu a cidade de Montevidéu, no Uruguai, como sede das finais da Libertadores e da Copa Sul-Americana. Com isso, o Estádio Centenario passou por um processo de modernização pela CONMEBOL e contou com a presença de público, já que a maioria da população do Brasil e do Uruguai estava vacinada contra a COVID-19.
O Palmeiras conquistou seu terceiro título da competição – o segundo seguido, já que conquistou a Copa Libertadores da América de 2020 – ao vencer o Flamengo na final por 2–1. Com isso, ganhou o direito de representar a CONMEBOL na Copa do Mundo de Clubes da FIFA de 2021, nos Emirados Árabes Unidos, de enfrentar o campeão da Copa Sul-Americana de 2021 na Recopa Sul-Americana de 2022, assim como se classificou automaticamente para a fase de grupos da Copa Libertadores da América de 2022. Ademais, em 14 de março de 2023 a FIFA confirmou a participação do campeão do torneio no Mundial de Clubes FIFA de 2025, nos Estados Unidos.

## Equipes classificadas
As seguintes 47 equipes das 10 federações filiadas à CONMEBOL se qualificaram para o torneio:
- Campeão da Copa Libertadores da América de 2020
- Campeão da Copa Sul-Americana de 2020
- Brasil: 7 vagas
- Argentina: 6 vagas
- Demais associações: 4 vagas cada

A fase de entrada é determinada da seguinte maneira:
- Fase de grupos: 28 equipes
  - Campeão da Copa Libertadores de 2020
  - Campeão da Copa Sul-Americana de 2020
  - Equipes qualificadas para as vagas 1 a 5 da Argentina e do Brasil
  - Equipes qualificadas para as vagas 1 e 2 de todas as outras associações.
- Segunda fase: 13 equipes
  - Equipes qualificadas para as vagas 6 e 7 do Brasil
  - Equipe que qualificou para a vaga 6 da Argentina
  - Equipes qualificadas para as vagas 3 e 4 do Chile e Colômbia
  - Equipes qualificadas para a vaga 3 de todas as outras associações.
- Primeira fase: 6 equipes
  - Equipes que se qualificaram para a vaga 4 da Bolívia, Equador, Paraguai, Peru, Uruguai e Venezuela

| Associação                                       | Equipe                    | Classificação                                                                   | Fase           |
| ------------------------------------------------ | ------------------------- | ------------------------------------------------------------------------------- | -------------- |
| Argentina · (6 vagas + campeão da Sul-Americana) | Defensa y Justicia        | Campeão da Copa Sul-Americana de 2020                                           | Fase de grupos |
| Argentina · (6 vagas + campeão da Sul-Americana) | Boca Juniors              | Campeão da Superliga Argentina de 2019–20                                       | Fase de grupos |
| Argentina · (6 vagas + campeão da Sul-Americana) | River Plate               | Melhor colocado na tabela geral da temporada de 2019–20                         | Fase de grupos |
| Argentina · (6 vagas + campeão da Sul-Americana) | Racing                    | 2º melhor colocado na tabela geral da temporada de 2019–20                      | Fase de grupos |
| Argentina · (6 vagas + campeão da Sul-Americana) | Argentinos Juniors        | 3º melhor colocado na tabela geral da temporada de 2019–20                      | Fase de grupos |
| Argentina · (6 vagas + campeão da Sul-Americana) | Vélez Sarsfield           | 4º melhor colocado na tabela geral da temporada de 2019–20                      | Fase de grupos |
| Argentina · (6 vagas + campeão da Sul-Americana) | San Lorenzo               | 5º melhor colocado na tabela geral da temporada de 2019–20                      | Segunda fase   |
| Bolívia · (4 vagas)                              | Always Ready              | Campeão do Torneio Apertura de 2020                                             | Fase de grupos |
| Bolívia · (4 vagas)                              | The Strongest             | Vice-campeão do Torneio Apertura de 2020                                        | Fase de grupos |
| Bolívia · (4 vagas)                              | Bolívar                   | 3º colocado do Torneio Apertura de 2020                                         | Segunda fase   |
| Bolívia · (4 vagas)                              | Royal Pari                | 4º colocado do Torneio Apertura de 2020                                         | Primeira fase  |
| Brasil (7 vagas + atual campeão)                 | Palmeiras                 | Campeão da Copa Libertadores de 2020                                            | Fase de grupos |
| Brasil (7 vagas + atual campeão)                 | Flamengo                  | Campeão do Campeonato Brasileiro Série A de 2020                                | Fase de grupos |
| Brasil (7 vagas + atual campeão)                 | Internacional             | Vice-campeão do Campeonato Brasileiro Série A de 2020                           | Fase de grupos |
| Brasil (7 vagas + atual campeão)                 | Atlético Mineiro          | 3º colocado do Campeonato Brasileiro Série A de 2020                            | Fase de grupos |
| Brasil (7 vagas + atual campeão)                 | São Paulo                 | 4º colocado do Campeonato Brasileiro Série A de 2020                            | Fase de grupos |
| Brasil (7 vagas + atual campeão)                 | Fluminense                | 5º colocado do Campeonato Brasileiro Série A de 2020                            | Fase de grupos |
| Brasil (7 vagas + atual campeão)                 | Grêmio                    | 6º colocado do Campeonato Brasileiro Série A de 2020                            | Segunda fase   |
| Brasil (7 vagas + atual campeão)                 | Santos                    | 8º colocado do Campeonato Brasileiro Série A de 2020                            | Segunda fase   |
| Chile · (4 vagas)                                | Universidad Católica      | Campeão do Campeonato Chileno de 2020                                           | Fase de grupos |
| Chile · (4 vagas)                                | Unión La Calera           | Vice-campeão do Campeonato Chileno de 2020                                      | Fase de grupos |
| Chile · (4 vagas)                                | Universidad de Chile      | 3º colocado do Campeonato Chileno de 2020                                       | Segunda fase   |
| Chile · (4 vagas)                                | Unión Española            | 4º colocado do Campeonato Chileno de 2020                                       | Segunda fase   |
| Colômbia · (4 vagas)                             | América de Cali           | Campeão do Campeonato Colombiano de 2020                                        | Fase de grupos |
| Colômbia · (4 vagas)                             | Santa Fe                  | Vice-campeão do Campeonato Colombiano de 2020                                   | Fase de grupos |
| Colômbia · (4 vagas)                             | Junior de Barranquilla    | Melhor pontuação na temporada de 2020                                           | Segunda fase   |
| Colômbia · (4 vagas)                             | Atlético Nacional         | 2ª melhor pontuação na temporada de 2020                                        | Segunda fase   |
| Equador · (4 vagas)                              | Barcelona de Guayaquil    | Campeão do Campeonato Equatoriano de 2020                                       | Fase de grupos |
| Equador · (4 vagas)                              | LDU Quito                 | Vice-campeão do Campeonato Equatoriano de 2020                                  | Fase de grupos |
| Equador · (4 vagas)                              | Independiente del Valle   | Melhor pontuação na temporada de 2020                                           | Segunda fase   |
| Equador · (4 vagas)                              | Universidad Católica      | 2ª melhor pontuação na temporada de 2020                                        | Primeira fase  |
| Paraguai · (4 vagas)                             | Cerro Porteño             | Campeão do Campeonato Paraguaio de 2020 com a melhor pontuação                  | Fase de grupos |
| Paraguai · (4 vagas)                             | Olimpia                   | Campeão do Campeonato Paraguaio de 2020 com a pior pontuação                    | Fase de grupos |
| Paraguai · (4 vagas)                             | Libertad                  | Melhor pontuação na temporada de 2020                                           | Segunda fase   |
| Paraguai · (4 vagas)                             | Guaraní                   | 2ª melhor pontuação na temporada de 2020                                        | Primeira fase  |
| Peru · (4 vagas)                                 | Sporting Cristal          | Campeão do Campeonato Peruano de 2020                                           | Fase de grupos |
| Peru · (4 vagas)                                 | Universitario             | Vice-campeão do Campeonato Peruano de 2020                                      | Fase de grupos |
| Peru · (4 vagas)                                 | Ayacucho                  | 3º colocado do Campeonato Peruano de 2020                                       | Segunda fase   |
| Peru · (4 vagas)                                 | Universidad César Vallejo | Melhor pontuação na temporada de 2020                                           | Primeira fase  |
| Uruguai · (4 vagas)                              | Nacional                  | Campeão do Campeonato Uruguaio de 2020                                          | Fase de grupos |
| Uruguai · (4 vagas)                              | Rentistas                 | Vice-campeão do Campeonato Uruguaio de 2020                                     | Fase de grupos |
| Uruguai · (4 vagas)                              | Montevideo Wanderers[URU] | Quinto lugar na tabela agregada da temporada de 2020 em 21 de fevereiro de 2021 | Segunda fase   |
| Uruguai · (4 vagas)                              | Liverpool[URU]            | Quinto lugar na tabela agregada da temporada de 2020 em 7 de fevereiro de 2021  | Primeira fase  |
| Venezuela · (4 vagas)                            | Deportivo La Guaira       | Campeão do Campeonato Venezuelano de 2020                                       | Fase de grupos |
| Venezuela · (4 vagas)                            | Deportivo Táchira         | Vice-campeão do Campeonato Venezuelano de 2020                                  | Fase de grupos |
| Venezuela · (4 vagas)                            | Deportivo Lara            | 3º colocado do Campeonato Venezuelano de 2020                                   | Segunda fase   |
| Venezuela · (4 vagas)                            | Caracas                   | 4º colocado do Campeonato Venezuelano de 2020                                   | Primeira fase  |

## Calendário

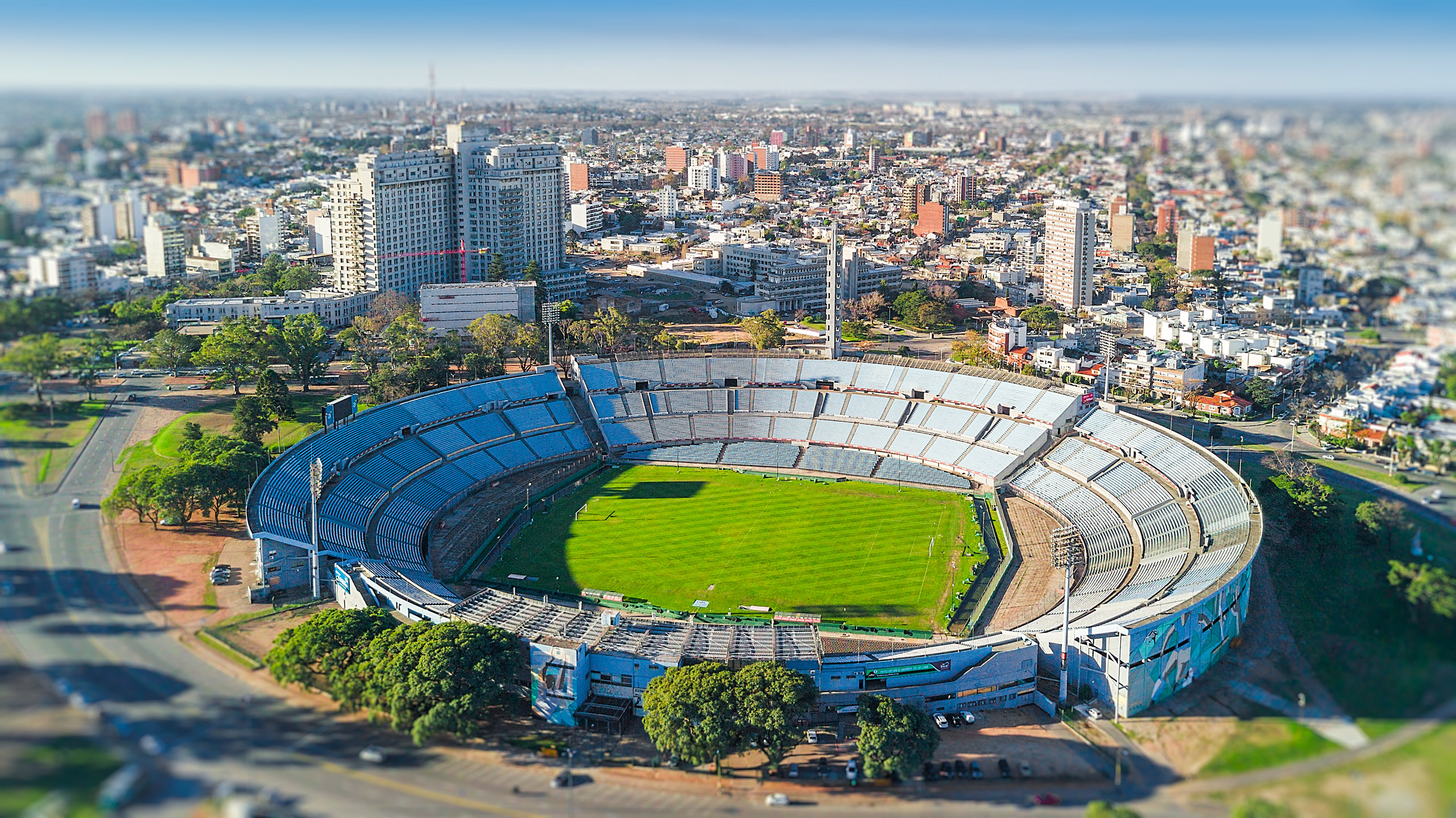
O Estádio Centenario, na cidade de Montevidéu, no Uruguai, foi escolhido para sediar a final da competição.

O calendário de cada fase foi divulgado em 4 de fevereiro de 2021.
| Fase             | Data de sorteio | Ida                                              | Volta                                            |
| ---------------- | --------------- | ------------------------------------------------ | ------------------------------------------------ |
| Primeira fase    | 5 de fevereiro  | 23–25 de fevereiro                               | 2–4 de março                                     |
| Segunda fase     | 5 de fevereiro  | 9–11 de março                                    | 16–18 de março                                   |
| Terceira fase    | 5 de fevereiro  | 6–9 de abril                                     | 13–15 de abril                                   |
| Fase de grupos   | 9 de abril      | 20–22 de abril                                   | 20–22 de abril                                   |
| Fase de grupos   | 9 de abril      | 27–29 de abril                                   |                                                  |
| Fase de grupos   | 9 de abril      | 4–6 de maio                                      |                                                  |
| Fase de grupos   | 9 de abril      | 11–13 de maio                                    |                                                  |
| Fase de grupos   | 9 de abril      | 18–20 de maio                                    |                                                  |
| Fase de grupos   | 9 de abril      | 25–27 de maio                                    |                                                  |
| Oitavas de final | 1 de junho      | 13–15 de julho                                   | 20–22 de julho                                   |
| Quartas de final | 1 de junho      | 10–12 de agosto                                  | 17–19 de agosto                                  |
| Semifinais       | 1 de junho      | 21 e 22 de setembro                              | 28 e 29 de setembro                              |
| Final            | 1 de junho      | 27 de novembro Estádio Centenario, em Montevidéu | 27 de novembro Estádio Centenario, em Montevidéu |

## Sorteio
O sorteio das fases preliminares foi realizado em 5 de fevereiro de 2021, no Centro de Convenções da CONMEBOL em Luque, no Paraguai. Nesse mesmo dia a primeira fase da Copa Sul-Americana de 2021 também foi sorteada. Para a fase de grupos, um novo sorteio aconteceu em 9 de abril de 2021, onde 32 equipes foram divididas em quatro potes de acordo com a respectiva colocação no ranking de clubes da CONMEBOL e dos classificados das fases preliminares.
|                | Pote 1 | Pote 1 | Pote 2 | Pote 2 |
| -------------- | --- | --- | --- | --- |
| Primeira fase  | - Guaraní (34) - Caracas (58) - Universidad Católica (112) | - Guaraní (34) - Caracas (58) - Universidad Católica (112) | - Universidad César Vallejo (130) - Royal Pari (164) - Liverpool (165)[a] | - Universidad César Vallejo (130) - Royal Pari (164) - Liverpool (165)[a] |
|                | Pote 1 | Pote 1 | Pote 2 | Pote 2 |
| Segunda fase   | - Atlético Nacional (7) - Libertad (14) - San Lorenzo (15) - Independiente del Valle (20) - Junior de Barranquilla (27) - Bolívar (29) - Deportivo Lara (75) - Ayacucho (222) | - Atlético Nacional (7) - Libertad (14) - San Lorenzo (15) - Independiente del Valle (20) - Junior de Barranquilla (27) - Bolívar (29) - Deportivo Lara (75) - Ayacucho (222)        | - Grêmio (3)[a] - Santos (9)[a] - Universidad de Chile (41)[a] - Unión Española (61)[a] - Montevideo Wanderers (76)[a] - Vencedor primeira fase 1 - Vencedor primeira fase 2 - Vencedor primeira fase 3 | - Grêmio (3)[a] - Santos (9)[a] - Universidad de Chile (41)[a] - Unión Española (61)[a] - Montevideo Wanderers (76)[a] - Vencedor primeira fase 1 - Vencedor primeira fase 2 - Vencedor primeira fase 3    |
|                | Pote 1 | Pote 2 | Pote 3 | Pote 4 |
| Fase de grupos | - Palmeiras (4) (CL) - River Plate (1) - Boca Juniors (2) - Nacional (5) - Flamengo (6) - Cerro Porteño (11) - Olimpia (12) - São Paulo (13)                                  | - Defensa y Justicia (37) (CS) - Internacional (18) - Atlético Mineiro (19) - Santa Fe (21) - Racing (22) - LDU Quito (26) - Universidad Católica (30) - Barcelona de Guayaquil (31) | - Vélez Sarsfield (33) - Sporting Cristal (35) - América de Cali (36) - Fluminense (39) - The Strongest (40) - Universitario (46) - Deportivo Táchira (60) - Argentinos Juniors (81)                    | - Deportivo La Guaira (127) - Unión La Calera (128) - Always Ready (145) - Rentistas (250) - Vencedor terceira fase G1 - Vencedor terceira fase G2 - Vencedor terceira fase G3 - Vencedor terceira fase G4 |

## Fases preliminares

### Primeira fase
A primeira fase foi disputada por seis equipes provenientes de Bolívia, Equador, Paraguai, Peru, Uruguai e Venezuela, em partidas eliminatórias de ida e volta. Em caso de empate no placar agregado, a regra do gol fora de casa seria considerada e, persistindo a igualdade, a vaga seria definida na disputa por pênaltis. Os confrontos desta fase foram definidos através de sorteio.
| Chave | Equipe 1                  | Total | Equipe 2             | Ida | Volta |
| ----- | ------------------------- | ----- | -------------------- | --- | ----- |
| E1    | Liverpool                 | 2–4   | Universidad Católica | 2–1 | 0–3   |
| E2    | Universidad César Vallejo | 0–2   | Caracas              | 0–0 | 0–2   |
| E3    | Royal Pari                | 2–5   | Guaraní              | 1–4 | 1–1   |

### Segunda fase
A segunda fase foi disputada por 16 equipes, sendo 13 delas provenientes de Argentina, Bolívia, Brasil, Chile, Colômbia, Equador, Paraguai, Peru, Uruguai e Venezuela, mais os três vencedores da fase anterior, em partidas eliminatórias de ida e volta. Em caso de empate no placar agregado, a regra do gol fora de casa seria considerada e, persistindo a igualdade, a vaga seria definida na disputa por pênaltis. Os confrontos desta fase foram definidos através de sorteio.
| Chave | Equipe 1             | Total | Equipe 2                | Ida | Volta |
| ----- | -------------------- | ----- | ----------------------- | --- | ----- |
| C1    | Universidad Católica | 2–3   | Libertad                | 0–1 | 2–2   |
| C2    | Grêmio               | 8–2   | Ayacucho                | 6–1 | 2–1   |
| C3    | Montevideo Wanderers | 1–5   | Bolívar                 | 1–0 | 0–5   |
| C4    | Universidad de Chile | 1–3   | San Lorenzo             | 1–1 | 0–2   |
| C5    | Santos               | 3–2   | Deportivo Lara          | 2–1 | 1–1   |
| C6    | Caracas              | 2–5   | Junior de Barranquilla  | 1–2 | 1–3   |
| C7    | Unión Española       | 3–6   | Independiente del Valle | 1–0 | 2–6   |
| C8    | Guaraní              | 0–5   | Atlético Nacional       | 0–2 | 0–3   |

### Terceira fase
A terceira fase foi disputada pelas oito equipes vencedoras da fase anterior, em partidas eliminatórias de ida e volta. Em caso de empate no placar agregado, a regra do gol fora de casa seria considerada e, persistindo a igualdade, a vaga seria definida na disputa por pênaltis. Os vencedores de cada confronto se classificam à fase de grupos e os perdedores avançam para a fase de grupos da Copa Sul-Americana de 2021.
| Chave | Equipe 1                | Total | Equipe 2               | Ida | Volta |
| ----- | ----------------------- | ----- | ---------------------- | --- | ----- |
| G1    | Libertad                | 2–4   | Atlético Nacional      | 1–0 | 1–4   |
| G2    | Independiente del Valle | 4–2   | Grêmio                 | 2–1 | 2–1   |
| G3    | Bolívar                 | 2–4   | Junior de Barranquilla | 2–1 | 0–3   |
| G4    | San Lorenzo             | 3–5   | Santos                 | 1–3 | 2–2   |

## Fase de grupos
Os vencedores e os segundos classificados de cada grupo avançaram para as oitavas de final, enquanto os terceiros colocados foram transferidos para a Copa Sul-Americana de 2021.
| Legenda | Legenda                                                 |
| ------- | ------------------------------------------------------- |
|         | Classificados à fase final                              |
|         | Transferidos à fase final da Copa Sul-Americana de 2021 |
|         | Eliminados                                              |

### Grupo A
| Pos | Equipe                  | Pts | J | V | E | D | GP | GC | SG  | Classificado                |  | PAL | DYJ | IDV | UNI |
| --- | ----------------------- | --- | - | - | - | - | -- | -- | --- | --------------------------- |  | --- | --- | --- | --- |
| 1   | Palmeiras               | 15  | 6 | 5 | 0 | 1 | 20 | 7  | +13 | Fase final                  |  | —   | 3–4 | 5–0 | 6–0 |
| 2   | Defensa y Justicia      | 9   | 6 | 2 | 3 | 1 | 11 | 8  | +3  | Fase final                  |  | 1–2 | —   | 1–1 | 3–0 |
| 3   | Independiente del Valle | 5   | 6 | 1 | 2 | 3 | 8  | 11 | −3  | Fase final da Sul-Americana |  | 0–1 | 1–1 | —   | 4–0 |
| 4   | Universitario           | 4   | 6 | 1 | 1 | 4 | 6  | 19 | −13 |                             |  | 2–3 | 1–1 | 3–2 | —   |

### Grupo B
| Pos | Equipe            | Pts | J | V | E | D | GP | GC | SG | Classificado                |  | INT | OLI | TAC | ALW |
| --- | ----------------- | --- | - | - | - | - | -- | -- | -- | --------------------------- |  | --- | --- | --- | --- |
| 1   | Internacional     | 10  | 6 | 3 | 1 | 2 | 12 | 5  | +7 | Fase final                  |  | —   | 6–1 | 4–0 | 0–0 |
| 2   | Olimpia           | 9   | 6 | 3 | 0 | 3 | 13 | 14 | −1 | Fase final                  |  | 0–1 | —   | 6–2 | 2–1 |
| 3   | Deportivo Táchira | 9   | 6 | 3 | 0 | 3 | 14 | 17 | −3 | Fase final da Sul-Americana |  | 2–1 | 3–2 | —   | 7–2 |
| 4   | Always Ready      | 7   | 6 | 2 | 1 | 3 | 8  | 11 | −3 |                             |  | 2–0 | 1–2 |     | —   |

### Grupo C
| Pos | Equipe                 | Pts | J | V | E | D | GP | GC | SG  | Classificado                |  | BAR | BOC | SAN | STR |
| --- | ---------------------- | --- | - | - | - | - | -- | -- | --- | --------------------------- |  | --- | --- | --- | --- |
| 1   | Barcelona de Guayaquil | 13  | 6 | 4 | 1 | 1 | 10 | 3  | +7  | Fase final                  |  | —   | 1–0 | 3–1 | 4–0 |
| 2   | Boca Juniors           | 10  | 6 | 3 | 1 | 2 | 6  | 2  | +4  | Fase final                  |  | 0–0 | —   | 2–0 | 3–0 |
| 3   | Santos                 | 6   | 6 | 2 | 0 | 4 | 8  | 9  | −1  | Fase final da Sul-Americana |  | 0–2 | 1–0 | —   | 5–0 |
| 4   | The Strongest          | 6   | 6 | 2 | 0 | 4 | 4  | 14 | −10 |                             |  | 2–0 | 0–1 | 2–1 | —   |

### Grupo D
| Pos | Equipe                 | Pts | J | V | E | D | GP | GC | SG | Classificado                |  | FLU | RIV | JUN | SFE |
| --- | ---------------------- | --- | - | - | - | - | -- | -- | -- | --------------------------- |  | --- | --- | --- | --- |
| 1   | Fluminense             | 11  | 6 | 3 | 2 | 1 | 10 | 7  | +3 | Fase final                  |  | —   | 1–1 | 1–2 | 2–1 |
| 2   | River Plate            | 9   | 6 | 2 | 3 | 1 | 7  | 7  | 0  | Fase final                  |  | 1–3 | —   | 2–1 | 2–1 |
| 3   | Junior de Barranquilla | 7   | 6 | 1 | 4 | 1 | 6  | 6  | 0  | Fase final da Sul-Americana |  | 1–1 | 1–1 | —   | 1–1 |
| 4   | Santa Fe               | 3   | 6 | 0 | 3 | 3 | 4  | 7  | −3 |                             |  | 1–2 | 0–0 | 0–0 | —   |

### Grupo E
| Pos | Equipe           | Pts | J | V | E | D | GP | GC | SG | Classificado                |  | RAC | SPA | SCR | REN |
| --- | ---------------- | --- | - | - | - | - | -- | -- | -- | --------------------------- |  | --- | --- | --- | --- |
| 1   | Racing           | 14  | 6 | 4 | 2 | 0 | 9  | 2  | +7 | Fase final                  |  | —   | 0–0 | 2–1 | 3–0 |
| 2   | São Paulo        | 11  | 6 | 3 | 2 | 1 | 9  | 2  | +7 | Fase final                  |  | 0–1 | —   | 3–0 | 2–0 |
| 3   | Sporting Cristal | 4   | 6 | 1 | 1 | 4 | 3  | 10 | −7 | Fase final da Sul-Americana |  | 0–2 | 0–3 | —   | 2–0 |
| 4   | Rentistas        | 3   | 6 | 0 | 3 | 3 | 2  | 9  | −7 |                             |  | 1–1 | 1–1 | 0–0 | —   |

### Grupo F
| Pos | Equipe               | Pts | J | V | E | D | GP | GC | SG | Classificado                |  | ARG | UCA | CNF | ATN |
| --- | -------------------- | --- | - | - | - | - | -- | -- | -- | --------------------------- |  | --- | --- | --- | --- |
| 1   | Argentinos Juniors   | 12  | 6 | 4 | 0 | 2 | 7  | 3  | +4 | Fase final                  |  | —   | 0–1 | 2–0 | 1–0 |
| 2   | Universidad Católica | 9   | 6 | 3 | 0 | 3 | 6  | 6  | 0  | Fase final                  |  | 0–2 | —   | 3–1 | 2–0 |
| 3   | Nacional             | 8   | 6 | 2 | 2 | 2 | 8  | 9  | −1 | Fase final da Sul-Americana |  | 2–0 | 1–0 | —   | 4–4 |
| 4   | Atlético Nacional    | 5   | 6 | 1 | 2 | 3 | 6  | 9  | −3 |                             |  | 0–2 | 2–0 | 0–0 | —   |

### Grupo G
| Pos | Equipe          | Pts | J | V | E | D | GP | GC | SG | Classificado                |  | FLA | VEL | LDU | ULC |
| --- | --------------- | --- | - | - | - | - | -- | -- | -- | --------------------------- |  | --- | --- | --- | --- |
| 1   | Flamengo        | 12  | 6 | 3 | 3 | 0 | 14 | 9  | +5 | Fase final                  |  | —   | 0–0 | 2–2 | 4–1 |
| 2   | Vélez Sarsfield | 10  | 6 | 3 | 1 | 2 | 10 | 8  | +2 | Fase final                  |  | 2–3 | —   | 3–1 | 2–1 |
| 3   | LDU Quito       | 8   | 6 | 2 | 2 | 2 | 15 | 13 | +2 | Fase final da Sul-Americana |  | 2–3 | 3–1 | —   | 5–2 |
| 4   | Unión La Calera | 2   | 6 | 0 | 2 | 4 | 8  | 17 | −9 |                             |  | 2–2 | 0–2 | 2–2 | —   |

### Grupo H
| Pos | Equipe              | Pts | J | V | E | D | GP | GC | SG  | Classificado                |  | ATM | CPO | AMC | DLG |
| --- | ------------------- | --- | - | - | - | - | -- | -- | --- | --------------------------- |  | --- | --- | --- | --- |
| 1   | Atlético Mineiro    | 16  | 6 | 5 | 1 | 0 | 15 | 3  | +12 | Fase final                  |  | —   | 4–0 | 2–1 | 4–0 |
| 2   | Cerro Porteño       | 10  | 6 | 3 | 1 | 2 | 4  | 5  | −1  | Fase final                  |  | 0–1 | —   | 1–0 | 0–0 |
| 3   | América de Cali     | 4   | 6 | 1 | 1 | 4 | 5  | 9  | −4  | Fase final da Sul-Americana |  | 1–3 | 0–2 | —   | 3–1 |
| 4   | Deportivo La Guaira | 3   | 6 | 0 | 3 | 3 | 2  | 9  | −7  |                             |  | 1–1 | 0–1 | 0–0 | —   |

## Fase final
Após a conclusão da fase de grupos, um sorteio realizado em 1 de junho definiu o chaveamento das equipes classificadas a partir das oitavas de final até a final.
As equipes que finalizaram em primeiro lugar na fase de grupos (pote 1 no sorteio) enfrentaram as equipes que finalizaram em segundo lugar (pote 2), podendo ser sorteadas equipes de um mesmo país ou que integraram o mesmo grupo na fase anterior. A pontuação obtida na fase de grupos serve para a definição dos mandos de campo até a semifinal, com as equipes melhores posicionadas sempre realizando o jogo de volta como local (numerados de 1 a 16).
Equipes classificadas
| Nº | Primeiros dos grupos   | Pts | SG  | Gr. |
| -- | ---------------------- | --- | --- | --- |
| 1  | Atlético Mineiro       | 16  | +12 | H   |
| 2  | Palmeiras              | 15  | +13 | A   |
| 3  | Racing                 | 14  | +7  | E   |
| 4  | Barcelona de Guayaquil | 13  | +7  | C   |
| 5  | Flamengo               | 12  | +5  | G   |
| 6  | Argentinos Juniors     | 12  | +4  | F   |
| 7  | Fluminense             | 11  | +3  | D   |
| 8  | Internacional          | 10  | +7  | B   |

| Nº | Segundos dos grupos  | Pts | SG | Gr. |
| -- | -------------------- | --- | -- | --- |
| 9  | São Paulo            | 11  | +7 | E   |
| 10 | Boca Juniors         | 10  | +4 | C   |
| 11 | Vélez Sarsfield      | 10  | +2 | G   |
| 12 | Cerro Porteño        | 10  | –1 | H   |
| 13 | Defensa y Justicia   | 9   | +3 | A   |
| 14 | River Plate          | 9   | 0  | D   |
| 15 | Universidad Católica | 9   | 0  | F   |
| 16 | Olimpia              | 9   | –1 | B   |

### Esquema
As equipes que estão na parte superior do confronto possuem o mando de campo no primeiro jogo e em negrito as equipes classificadas.
|  | Oitavas de final          | Oitavas de final            | Oitavas de final          | Oitavas de final          |   |             | Quartas de final  | Quartas de final  | Quartas de final  | Quartas de final  |  |                | Semifinais          | Semifinais          | Semifinais          | Semifinais          |                 |   | Final          | Final          |
|  | 13 de julho a 3 de agosto | 13 de julho a 3 de agosto   | 13 de julho a 3 de agosto | 13 de julho a 3 de agosto |   |             | 10 a 19 de agosto | 10 a 19 de agosto | 10 a 19 de agosto | 10 a 19 de agosto |  |                | 21 a 29 de setembro | 21 a 29 de setembro | 21 a 29 de setembro | 21 a 29 de setembro |                 |   | 27 de novembro | 27 de novembro |
|  |                           |                             |                           |                           |   |             |                   |                   |                   |                   |  |                |                     |                     |                     |                     |                 |   |                |                |
|  | São Paulo                 | 1                           | 3                         | 4                         |   |             |                   |                   |                   |                   |  |                |                     |                     |                     |                     |                 |   |                |                |
|  | Racing                    | 1                           | 1                         | 2                         |   |             |                   |                   |                   |                   |  |                |                     |                     |                     |                     |                 |   |                |                |
|  | Racing                    | 1                           | 1                         | 2                         |   | São Paulo   | 1                 | 0                 | 1                 |                   |  |                |                     |                     |                     |                     |                 |   |                |                |
|  |                           |                             |                           |                           |   | São Paulo   | 1                 | 0                 | 1                 |                   |  |                |                     |                     |                     |                     |                 |   |                |                |
|  |                           | Palmeiras                   | 1                         | 3                         | 4 |             |                   |                   |                   |                   |  |                |                     |                     |                     |                     |                 |   |                |                |
|  | Universidad Católica      | Palmeiras                   | 1                         | 3                         | 4 | 0           | 0                 | 0                 |                   |                   |  |                |                     |                     |                     |                     |                 |   |                |                |
|  | Universidad Católica      |                             |                           |                           |   | 0           | 0                 | 0                 |                   |                   |  |                |                     |                     |                     |                     |                 |   |                |                |
|  | Palmeiras                 | 1                           | 1                         | 2                         |   |             |                   |                   |                   |                   |  |                |                     |                     |                     |                     |                 |   |                |                |
|  | Palmeiras                 | 1                           | 1                         | 2                         |   |             |                   |                   |                   |                   |  | Palmeiras (gf) | 0                   | 1                   | 1                   |                     |                 |   |                |                |
|  |                           |                             |                           |                           |   |             |                   |                   |                   |                   |  | Palmeiras (gf) | 0                   | 1                   | 1                   |                     |                 |   |                |                |
|  |                           | Atlético Mineiro            | 0                         | 1                         | 1 |             |                   |                   |                   |                   |  |                |                     |                     |                     |                     |                 |   |                |                |
|  | River Plate               | Atlético Mineiro            | 0                         | 1                         | 1 | 1           | 2                 | 3                 |                   |                   |  |                |                     |                     |                     |                     |                 |   |                |                |
|  | River Plate               |                             |                           |                           |   | 1           | 2                 | 3                 |                   |                   |  |                |                     |                     |                     |                     |                 |   |                |                |
|  | Argentinos Juniors        | 1                           | 0                         | 1                         |   |             |                   |                   |                   |                   |  |                |                     |                     |                     |                     |                 |   |                |                |
|  | Argentinos Juniors        | 1                           | 0                         | 1                         |   | River Plate | 0                 | 0                 | 0                 |                   |  |                |                     |                     |                     |                     |                 |   |                |                |
|  |                           |                             |                           |                           |   | River Plate | 0                 | 0                 | 0                 |                   |  |                |                     |                     |                     |                     |                 |   |                |                |
|  |                           | Atlético Mineiro            | 1                         | 3                         | 4 |             |                   |                   |                   |                   |  |                |                     |                     |                     |                     |                 |   |                |                |
|  | Boca Juniors              | Atlético Mineiro            | 1                         | 3                         | 4 | 0           | 0                 | 0 (1)             |                   |                   |  |                |                     |                     |                     |                     |                 |   |                |                |
|  | Boca Juniors              |                             |                           |                           |   | 0           | 0                 | 0 (1)             |                   |                   |  |                |                     |                     |                     |                     |                 |   |                |                |
|  | Atlético Mineiro (pen)    | 0                           | 0                         | 0 (3)                     |   |             |                   |                   |                   |                   |  |                |                     |                     |                     |                     |                 |   |                |                |
|  | Atlético Mineiro (pen)    | 0                           | 0                         | 0 (3)                     |   |             |                   |                   |                   |                   |  |                |                     |                     |                     |                     | Palmeiras (pro) | 2 |                |                |
|  |                           |                             |                           |                           |   |             |                   |                   |                   |                   |  |                |                     |                     |                     |                     |                 | 2 |                |                |
|  |                           | Flamengo                    | 1                         |                           |   |             |                   |                   |                   |                   |  |                |                     |                     |                     |                     |                 |   |                |                |
|  | Olimpia (pen)             | Flamengo                    | 1                         | 0                         | 0 | 0 (5)       |                   |                   |                   |                   |  |                |                     |                     |                     |                     |                 |   |                |                |
|  | Olimpia (pen)             |                             |                           | 0                         | 0 | 0 (5)       |                   |                   |                   |                   |  |                |                     |                     |                     |                     |                 |   |                |                |
|  | Internacional             | 0                           | 0                         | 0 (4)                     |   |             |                   |                   |                   |                   |  |                |                     |                     |                     |                     |                 |   |                |                |
|  | Internacional             | 0                           | 0                         | 0 (4)                     |   | Olimpia     | 1                 | 1                 | 2                 |                   |  |                |                     |                     |                     |                     |                 |   |                |                |
|  |                           |                             |                           |                           |   | Olimpia     | 1                 | 1                 | 2                 |                   |  |                |                     |                     |                     |                     |                 |   |                |                |
|  |                           | Flamengo                    | 4                         | 5                         | 9 |             |                   |                   |                   |                   |  |                |                     |                     |                     |                     |                 |   |                |                |
|  | Defensa y Justicia        | Flamengo                    | 4                         | 5                         | 9 | 0           | 1                 | 1                 |                   |                   |  |                |                     |                     |                     |                     |                 |   |                |                |
|  | Defensa y Justicia        |                             |                           |                           |   | 0           | 1                 | 1                 |                   |                   |  |                |                     |                     |                     |                     |                 |   |                |                |
|  | Flamengo                  | 1                           | 4                         | 5                         |   |             |                   |                   |                   |                   |  |                |                     |                     |                     |                     |                 |   |                |                |
|  | Flamengo                  | 1                           | 4                         | 5                         |   |             |                   |                   |                   |                   |  | Flamengo       | 2                   | 2                   | 4                   |                     |                 |   |                |                |
|  |                           |                             |                           |                           |   |             |                   |                   |                   |                   |  | Flamengo       | 2                   | 2                   | 4                   |                     |                 |   |                |                |
|  |                           | Barcelona de Guayaquil      | 0                         | 0                         | 0 |             |                   |                   |                   |                   |  |                |                     |                     |                     |                     |                 |   |                |                |
|  | Cerro Porteño             | Barcelona de Guayaquil      | 0                         | 0                         | 0 | 0           | 0                 | 0                 |                   |                   |  |                |                     |                     |                     |                     |                 |   |                |                |
|  | Cerro Porteño             |                             |                           |                           |   | 0           | 0                 | 0                 |                   |                   |  |                |                     |                     |                     |                     |                 |   |                |                |
|  | Fluminense                | 2                           | 1                         | 3                         |   |             |                   |                   |                   |                   |  |                |                     |                     |                     |                     |                 |   |                |                |
|  | Fluminense                | 2                           | 1                         | 3                         |   | Fluminense  | 2                 | 1                 | 3                 |                   |  |                |                     |                     |                     |                     |                 |   |                |                |
|  |                           |                             |                           |                           |   | Fluminense  | 2                 | 1                 | 3                 |                   |  |                |                     |                     |                     |                     |                 |   |                |                |
|  |                           | Barcelona de Guayaquil (gf) | 2                         | 1                         | 3 |             |                   |                   |                   |                   |  |                |                     |                     |                     |                     |                 |   |                |                |
|  | Vélez Sarsfield           | Barcelona de Guayaquil (gf) | 2                         | 1                         | 3 | 1           | 1                 | 2                 |                   |                   |  |                |                     |                     |                     |                     |                 |   |                |                |
|  | Vélez Sarsfield           |                             |                           |                           |   | 1           | 1                 | 2                 |                   |                   |  |                |                     |                     |                     |                     |                 |   |                |                |
|  | Barcelona de Guayaquil    | 0                           | 3                         | 3                         |   |             |                   |                   |                   |                   |  |                |                     |                     |                     |                     |                 |   |                |                |

### Final
O Palmeiras defendeu o título de então campeão e derrotou o Flamengo por 2–1 após a prorrogação. Após abrir o marcador com gol do meia Raphael Veiga no primeiro tempo, a equipe paulista sofreu o empate no segundo tempo, com gol marcado pelo atacante Gabriel, fazendo com que o jogo terminasse no tempo normal em 1–1. Na prorrogação, o atacante Deyverson fez o gol do título, após tomar a bola do meia Andreas Pereira, levando o Palmeiras ao tricampeonato da competição.
| 27 de novembro | Palmeiras                        | 2 – 1 (pro) | Flamengo    | Estádio Centenario, Montevidéu |
| 17:00 (UTC−3)  | Raphael Veiga 5' · Deyverson 95' | Relatório   | Gabriel 72' | Árbitro: ARG Néstor Pitana     |

## Premiação
| Copa Libertadores da América de 2021 |
| Brasil                               |
| ------------------------------------ |
| PALMEIRAS Bicampeão (3.º título)     |

Valores totais

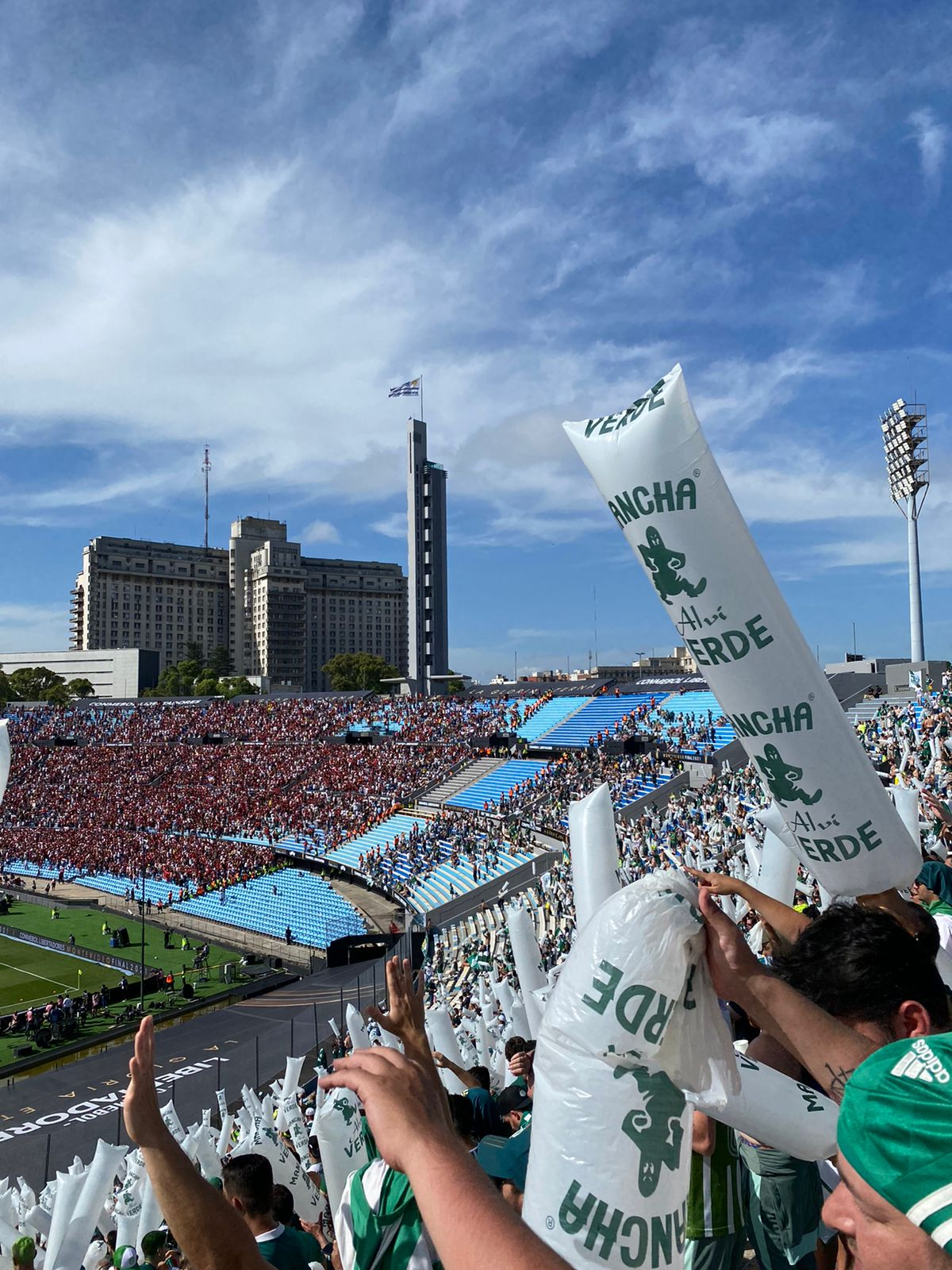
Torcida do Palmeiras na arquibancada do Estádio Centenário

Durante a fase de grupos, cada clube recebeu cerca de 1 milhão de dólares, sendo que os dois finalistas arrecadaram aproximadamente 16 milhões de reais. Ao avançar para as oitavas, cada equipe garantiu mais US$ 1,05 milhão. Nas quartas de final, a premiação da Libertadores 2021 foi de US$ 1,5 milhão e, por fim, mais US$ 2 milhões na semifinal. O título do torneio ainda garante mais US$ 15 milhões, enquanto o segundo colocado fica com US$ 6 milhões.
No total, o campeão arrecada pouco mais de R$ 120 milhões, enquanto o segundo colocado fica com cerca de R$ 73 milhões de premiação.

## Estatísticas
| Jogador         | Equipe                  | Gols |
| --------------- | ----------------------- | ---- |
| Gabriel         | Flamengo                | 11   |
| Fred            | Fluminense              | 7    |
| Hulk            | Atlético Mineiro        | 7    |
| Bruno Henrique  | Flamengo                | 6    |
| Miguel Borja    | Junior de Barranquilla  | 6    |
| Rony            | Palmeiras               | 6    |
| Braian Romero   | River Plate             | 5    |
| Christian Ortiz | Independiente del Valle | 5    |
| Jarlan Barrera  | Atlético Nacional       | 5    |
| Raphael Veiga   | Palmeiras               | 5    |
| Tomás Chancalay | Racing                  | 5    |

| Jogador                | Equipe            | Assis. |
| ---------------------- | ----------------- | ------ |
| Giorgian De Arrascaeta | Flamengo          | 6      |
| Jefferson Savarino     | Atlético Mineiro  | 5      |
| Bruno Henrique         | Flamengo          | 4      |
| Éverton Ribeiro        | Flamengo          | 4      |
| Gabriel                | Flamengo          | 4      |
| Maurice Cova           | Deportivo Táchira | 4      |
| Maximiliano Lovera     | Racing            | 4      |

### Hat-tricks
| Jogador           | Clube                   | Adversário        | Placar  | Data                | Ref.   |
| ----------------- | ----------------------- | ----------------- | ------- | ------------------- | ------ |
| Diego Souza       | Grêmio                  | Ayacucho          | 6–1 (C) | 10 de março de 2021 | [ 15 ] |
| Brian Montenegro  | Independiente del Valle | Unión Española    | 6–2 (C) | 16 de março de 2021 | [ 16 ] |
| Gonzalo Bergessio | Nacional                | Atlético Nacional | 4–4 (C) | 28 de abril de 2021 | [ 17 ] |
| Tomás Chancalay   | Racing                  | Rentistas         | 3–0 (C) | 25 de maio de 2021  | [ 18 ] |

## Classificação geral
Oficialmente a CONMEBOL não reconhece uma classificação geral de participantes na Copa Libertadores. A tabela a seguir classifica as equipes de acordo com a fase alcançada e considerando os critérios de desempate.
| Campeão                         |                         |    |    |   |   |   |    |    |     |
| 1                               | Palmeiras               | 30 | 13 | 9 | 3 | 1 | 29 | 10 | +19 |
| Vice-campeão                    |                         |    |    |   |   |   |    |    |     |
| 2                               | Flamengo                | 30 | 13 | 9 | 3 | 1 | 33 | 14 | +19 |
| Eliminados nas semifinais       |                         |    |    |   |   |   |    |    |     |
| 3                               | Atlético Mineiro        | 26 | 12 | 7 | 5 | 0 | 20 | 4  | +16 |
| 4                               | Barcelona de Guayaquil  | 18 | 12 | 5 | 3 | 4 | 16 | 12 | +4  |
| Eliminados nas quartas de final |                         |    |    |   |   |   |    |    |     |
| 5                               | Fluminense              | 19 | 10 | 5 | 4 | 1 | 16 | 10 | +6  |
| 6                               | São Paulo               | 16 | 10 | 4 | 4 | 2 | 14 | 8  | +6  |
| 7                               | River Plate             | 13 | 10 | 3 | 4 | 3 | 10 | 12 | –2  |
| 8                               | Olimpia                 | 11 | 10 | 3 | 2 | 5 | 15 | 23 | –8  |
| Eliminados nas oitavas de final |                         |    |    |   |   |   |    |    |     |
| 9                               | Racing                  | 15 | 8  | 4 | 3 | 1 | 11 | 6  | +5  |
| 10                              | Argentinos Juniors      | 13 | 8  | 4 | 1 | 3 | 8  | 6  | +2  |
| 11                              | Vélez Sarsfield         | 13 | 8  | 4 | 1 | 3 | 12 | 11 | +1  |
| 12                              | Internacional           | 12 | 8  | 3 | 3 | 2 | 12 | 5  | +7  |
| 13                              | Boca Juniors            | 12 | 8  | 3 | 3 | 2 | 6  | 2  | +4  |
| 14                              | Cerro Porteño           | 10 | 8  | 3 | 1 | 4 | 4  | 8  | –3  |
| 15                              | Defensa y Justicia      | 9  | 8  | 2 | 3 | 3 | 12 | 13 | –1  |
| 16                              | Universidad Católica    | 9  | 8  | 3 | 0 | 5 | 6  | 8  | –2  |
| Eliminados na fase de grupos    |                         |    |    |   |   |   |    |    |     |
| 17                              | Junior de Barranquilla  | 16 | 10 | 4 | 4 | 2 | 15 | 10 | +5  |
| 18                              | Atlético Nacional       | 14 | 10 | 4 | 2 | 4 | 15 | 11 | +4  |
| 19                              | Independiente del Valle | 14 | 10 | 4 | 2 | 4 | 18 | 16 | +2  |
| 20                              | Santos                  | 14 | 10 | 4 | 2 | 4 | 16 | 14 | +2  |
| 21                              | Deportivo Táchira       | 9  | 6  | 3 | 0 | 3 | 14 | 17 | –3  |
| 22                              | LDU Quito               | 8  | 6  | 2 | 2 | 2 | 15 | 13 | +2  |
| 23                              | Nacional                | 8  | 6  | 2 | 2 | 2 | 8  | 9  | –1  |

| Eliminados na fase de grupos |                           |     |   |   |   |   |    |    |     |
| Pos                          | Equipes                   | Pts | J | V | E | D | GP | GC | SG  |
| 24                           | Always Ready              | 7   | 6 | 2 | 1 | 3 | 8  | 11 | –3  |
| 25                           | The Strongest             | 6   | 6 | 2 | 0 | 4 | 4  | 14 | –10 |
| 26                           | América de Cali           | 4   | 6 | 1 | 1 | 4 | 5  | 9  | –4  |
| 27                           | Sporting Cristal          | 4   | 6 | 1 | 1 | 4 | 3  | 10 | –7  |
| 28                           | Universitario             | 4   | 6 | 1 | 1 | 4 | 6  | 19 | –13 |
| 29                           | Santa Fe                  | 3   | 6 | 0 | 3 | 3 | 4  | 7  | –3  |
| 30                           | Deportivo La Guaira       | 3   | 6 | 0 | 3 | 3 | 2  | 9  | –7  |
| 30                           | Rentistas                 | 3   | 6 | 0 | 3 | 3 | 2  | 9  | –7  |
| 32                           | Unión La Calera           | 2   | 6 | 0 | 2 | 4 | 8  | 17 | –9  |
| Eliminados na terceira fase  |                           |     |   |   |   |   |    |    |     |
| 33                           | Libertad                  | 7   | 4 | 2 | 1 | 1 | 5  | 6  | –1  |
| 34                           | Grêmio                    | 6   | 4 | 2 | 0 | 2 | 10 | 6  | +4  |
| 35                           | Bolívar                   | 6   | 4 | 2 | 0 | 2 | 7  | 5  | +2  |
| 36                           | San Lorenzo               | 5   | 4 | 1 | 2 | 1 | 6  | 6  | 0   |
| Eliminados na segunda fase   |                           |     |   |   |   |   |    |    |     |
| 37                           | Universidad Católica      | 4   | 4 | 1 | 1 | 2 | 6  | 5  | +1  |
| 38                           | Caracas                   | 4   | 4 | 1 | 1 | 2 | 4  | 5  | –1  |
| 39                           | Guaraní                   | 4   | 4 | 1 | 1 | 2 | 5  | 7  | –2  |
| 40                           | Unión Española            | 3   | 2 | 1 | 0 | 1 | 3  | 6  | –3  |
| 41                           | Montevideo Wanderers      | 3   | 2 | 1 | 0 | 1 | 1  | 5  | –4  |
| 42                           | Deportivo Lara            | 1   | 2 | 0 | 1 | 1 | 2  | 3  | –1  |
| 43                           | Universidad de Chile      | 1   | 2 | 0 | 1 | 1 | 1  | 3  | –2  |
| 44                           | Ayacucho                  | 0   | 2 | 0 | 0 | 2 | 2  | 8  | –6  |
| Eliminados na primeira fase  |                           |     |   |   |   |   |    |    |     |
| 45                           | Liverpool                 | 3   | 2 | 1 | 0 | 1 | 2  | 4  | –2  |
| 46                           | Universidad César Vallejo | 1   | 2 | 0 | 1 | 1 | 0  | 2  | –2  |
| 47                           | Royal Pari                | 1   | 2 | 0 | 1 | 1 | 2  | 5  | –3  |

|  |                                                                                         |
|  | Classificado à Copa do Mundo de Clubes da FIFA de 2021 e à Recopa Sul-Americana de 2022 |
|  | Transferidos à Copa Sul-Americana de 2021                                               |

## Seleção da temporada
A seleção dos principais jogadores da competição foi anunciada pela CONMEBOL após o seu término:
| Posição          | Jogador         | Clube                  |
| ---------------- | --------------- | ---------------------- |
| Goleiro          | Weverton        | Palmeiras              |
| Lateral-direito  | Byron Castillo  | Barcelona de Guayaquil |
| Zagueiro         | Gustavo Gómez   | Palmeiras              |
| Lateral-esquerdo | Guilherme Arana | Atlético Mineiro       |
| Volante          | Willian Arão    | Flamengo               |
| Meias            | De Arrascaeta   | Flamengo               |
| Meias            | Raphael Veiga   | Palmeiras              |
| Meias            | Dudu            | Palmeiras              |
| Atacantes        | Hulk            | Atlético Mineiro       |
| Atacantes        | Rony            | Palmeiras              |
| Atacantes        | Gabriel         | Flamengo               |
| Craque           | Gabriel         | Flamengo               |